# Distretto di Zlatibor
Il distretto di Zlatibor (in serbo Златиборски округ?, Zlatiborski okrug) è un distretto della Serbia centrale. Il distretto deve il suo nome alla catena montuosa di Zlatibor.

## Comuni
Il distretto si divide in dieci comuni:
- Bajina Bašta
- Kosjerić
- Užice
- Požega
- Čajetina
- Arilje
- Nova Varoš
- Prijepolje
- Sjenica
- Priboj